# Astragalus hartwegii
Astragalus hartwegii es una especie de planta del género Astragalus, de la familia de las leguminosas, orden Fabales.

## Distribución
Astragalus hartwegii se distribuye por Estados Unidos y México.

## Taxonomía
Fue descrita científicamente por Benth. Fue publicada en Pl. Hartw. 53 (1840).